# Tramlijn Houten - Houten Castellum
De tramlijn Houten - Houten Castellum was een tramlijn in Houten parallel aan de spoorlijn Utrecht - Boxtel. De dienst werd geopend op 8 januari 2001 en gesloten per 14 december 2008, bij de invoering van de NS-dienstregeling 2009. Het baanvak was 1,9 km lang en daarmee het kortste van de reguliere trambedrijven van Nederland.

## Geschiedenis
Om de Vinex-wijk Houten-Zuid goed bereikbaar te maken, was in het centrum van de wijk het station Houten Castellum gepland. Omdat een extra stop met de stoptrein niet in te leggen was op het drukke baanvak tussen Utrecht en Geldermalsen besloot men op een extra spoor een tram te laten rijden tussen de twee Houtense stations. Voor de aanleg van dit spoor werden de laatste drie overwegen opgeheven; een hiervan werd vervangen door een fietstunnel. Dit spoor werd op 8 januari 2001 in gebruik genomen als tramlijn. Wegens het ontbreken van ATB was de maximumsnelheid beperkt tot 40 km/h. De afstand tussen de twee stations werd in ongeveer drie minuten afgelegd.
Het rijdend personeel was eerst grotendeels afkomstig van GVU en HTM. Later is er NS-personeel gaan rijden, alsmede medewerkers van Spoorflex, een spoor-gerelateerd uitzendbureau.
De strippenkaart was op deze tram niet geldig. Een treinkaartje naar Houten volstond om met deze tram te mogen reizen. Voor reizigers die alleen van de tram gebruik wilden maken gold dat een enkele reis als retour gebruikt mocht worden.

### Sluiting
Op 13 december 2008 reed de tram voor het laatst, de opheffing van de tramdienst was noodzakelijk in verband met de werkzaamheden aan de spoorverdubbeling. In de week hierna werd het spoor ter hoogte van station Houten opgebroken.
In de plaats van de tram was een tijdelijke vervangende busdienst gekomen, totdat het nieuwe station Houten Castellum in 2010 in gebruik werd genomen.

## Materieel

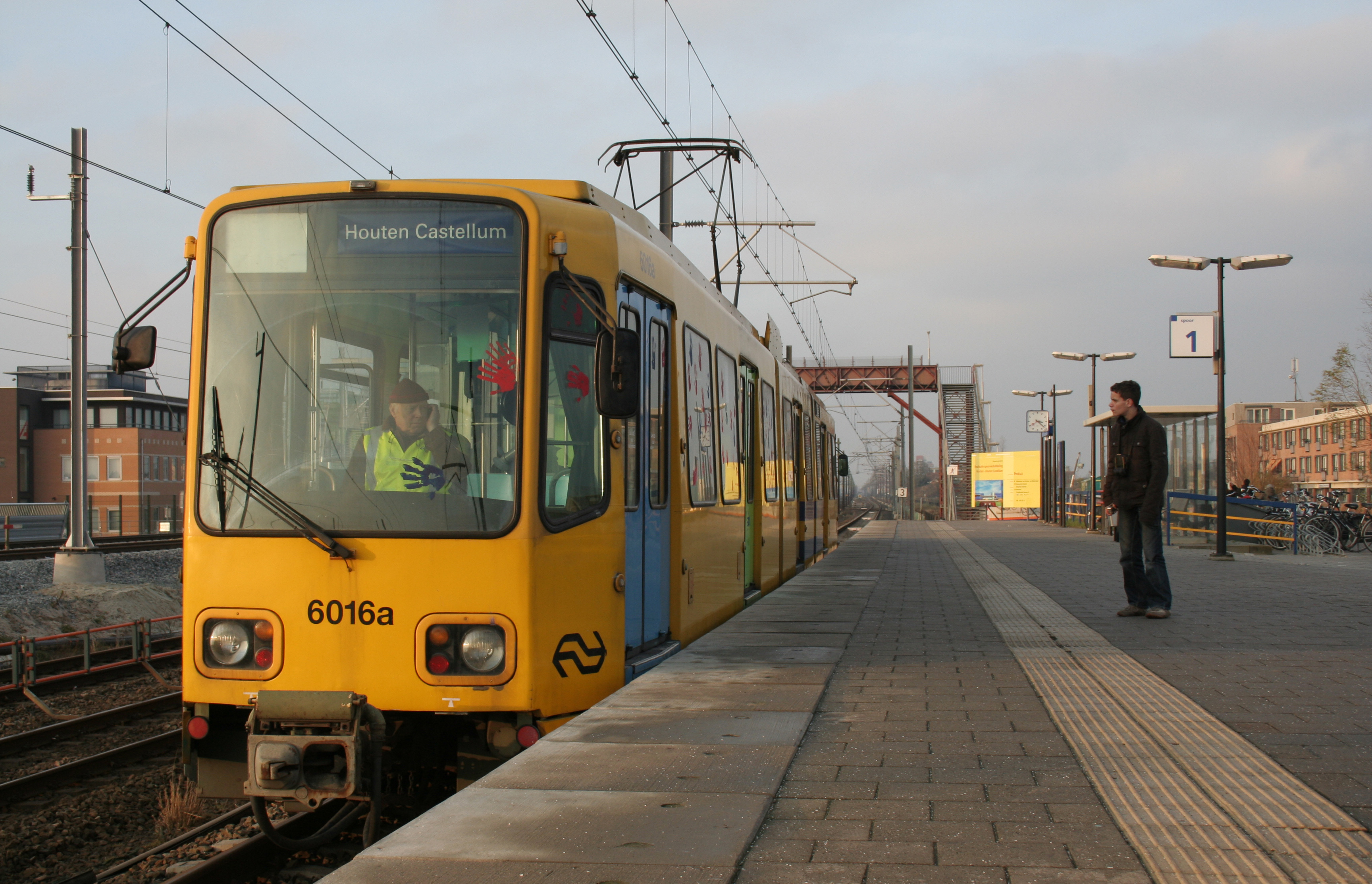
Laatste dag van de Houtense tram

Voor de tramdienst in Houten werd door HTM Personenvervoer een tweetal tweedehands dubbelgelede trams aangeschaft (6016 en 6021) van de Tram van Hannover (Üstra). Deze werden verhuurd aan de NS. Er werd één tram ingezet, met de tweede als reserve. De trams waren voorzien van een downchopper, die de spanning van 1500 volt die door de bovenleiding werd geleverd omzette in de 600 volt waar de tram op reed. De trams hadden twee motoren en reden rond in de kleur geel met groene en blauwe deuren. Op de Houtense stations waren de perrons aangepast aan de vloerhoogte van de tram, de klaptreden werden hier dus niet gebruikt.
Na de opheffing van de tramlijn werd de 6016 overgebracht naar de Nedtrain-werkplaats in Leidschendam. Op 7 januari 2009 werd de tram door een vrachtwagen naar een sloper gebracht, waar hij tussen 15 en 30 januari 2009 werd gesloopt.
De 6021 werd verkocht aan de Tram van Boedapest

## Galerij

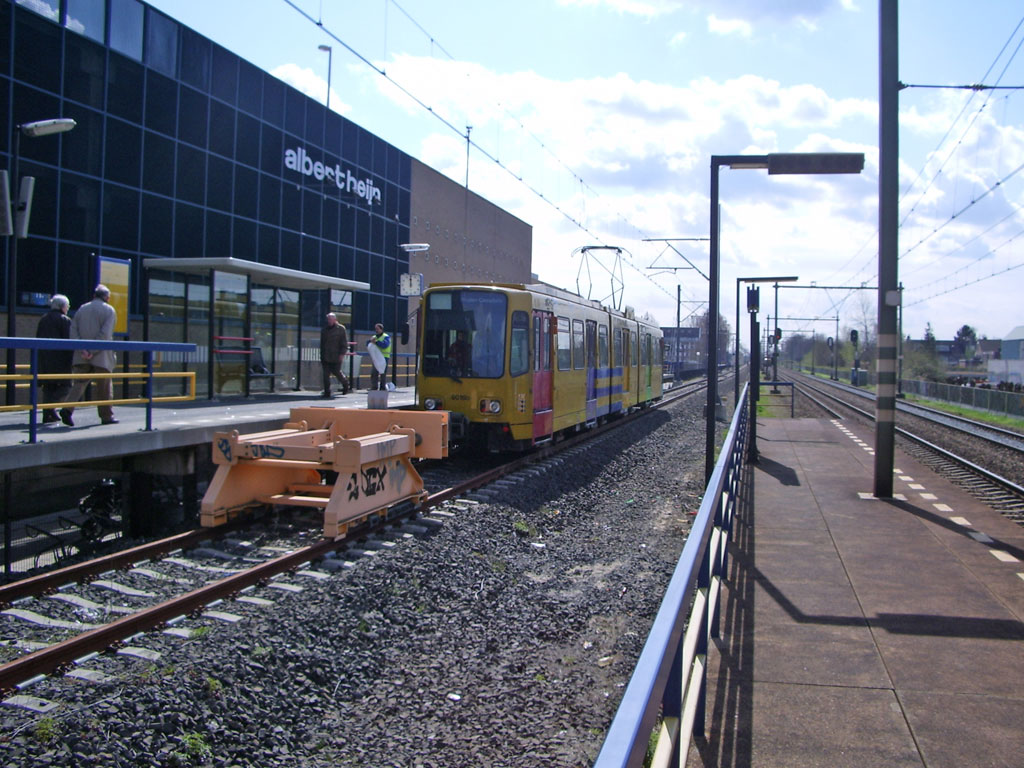
Tramhalte op station Houten
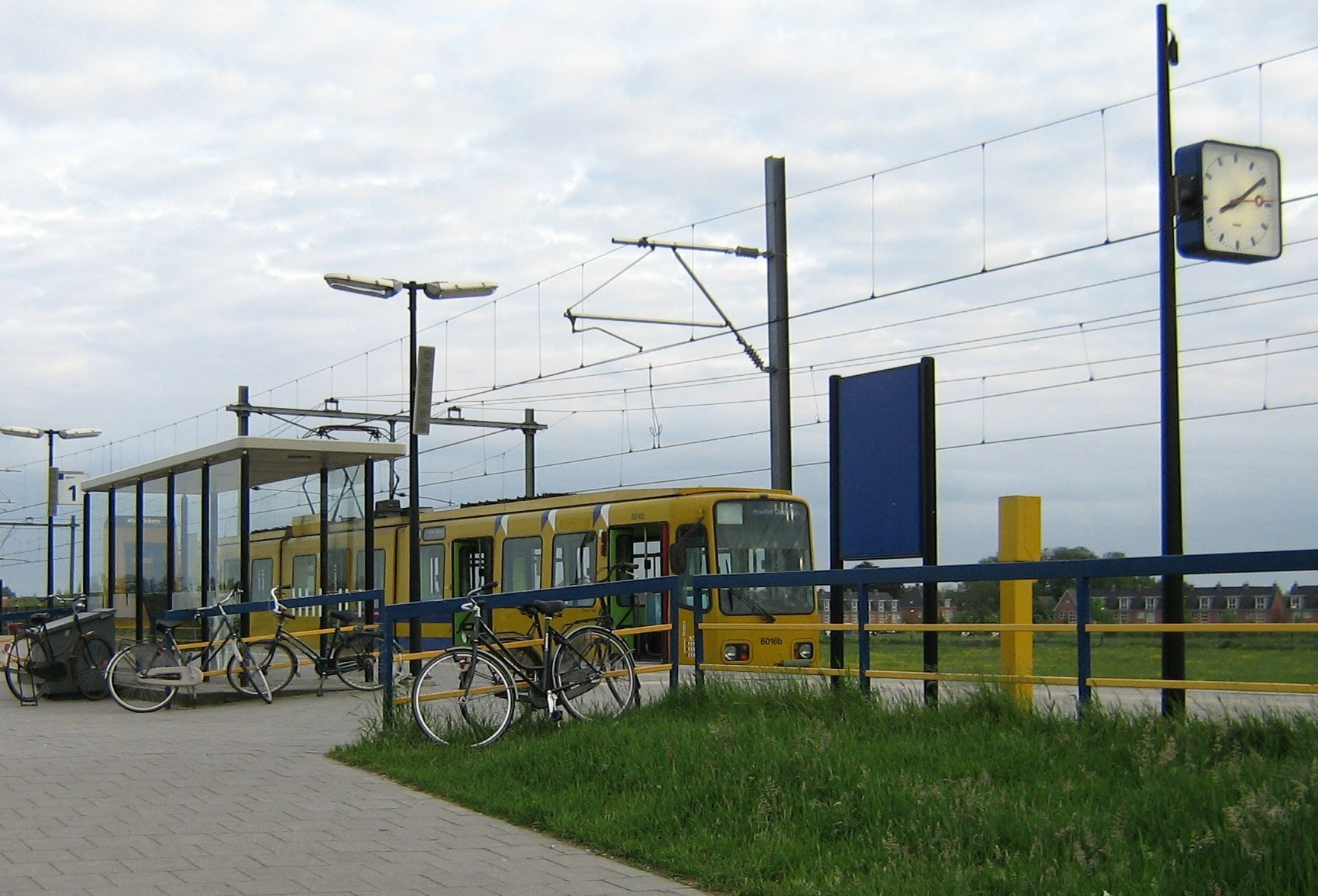
Tramhalte Houten Castellum
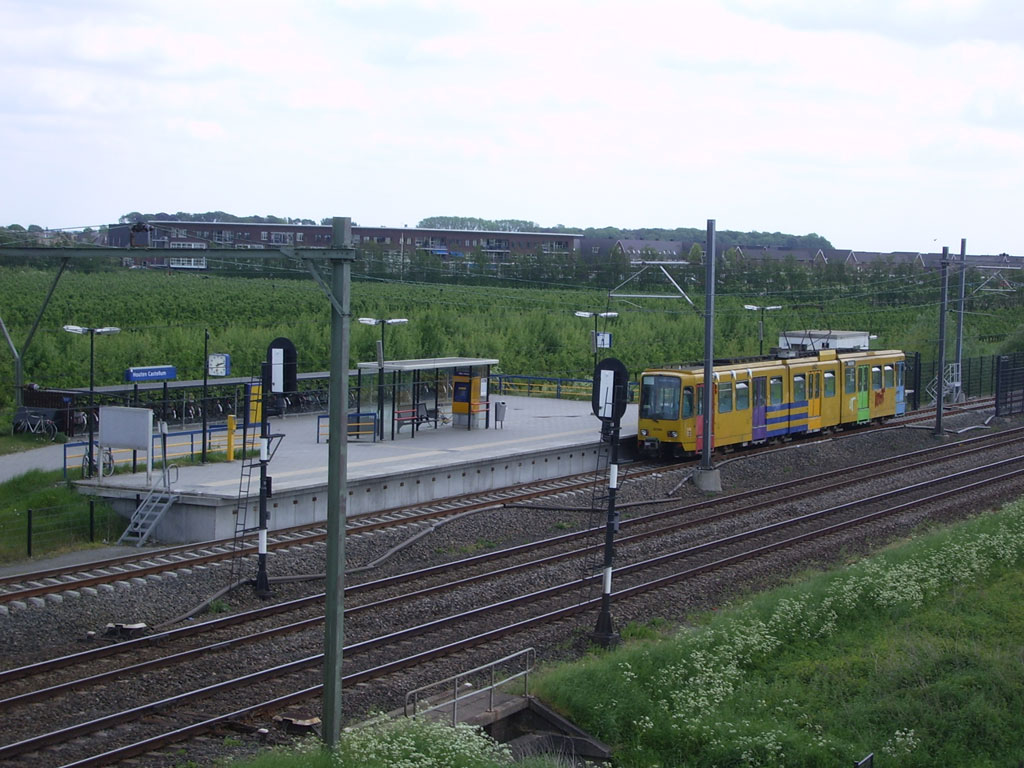
Tijdelijk station Houten Castellum vanaf de loopbrug gezien